# Draconian
I Draconian sono un gruppo gothic/doom metal formatosi nel 1994 a Säffle, in Svezia.

## Storia del gruppo

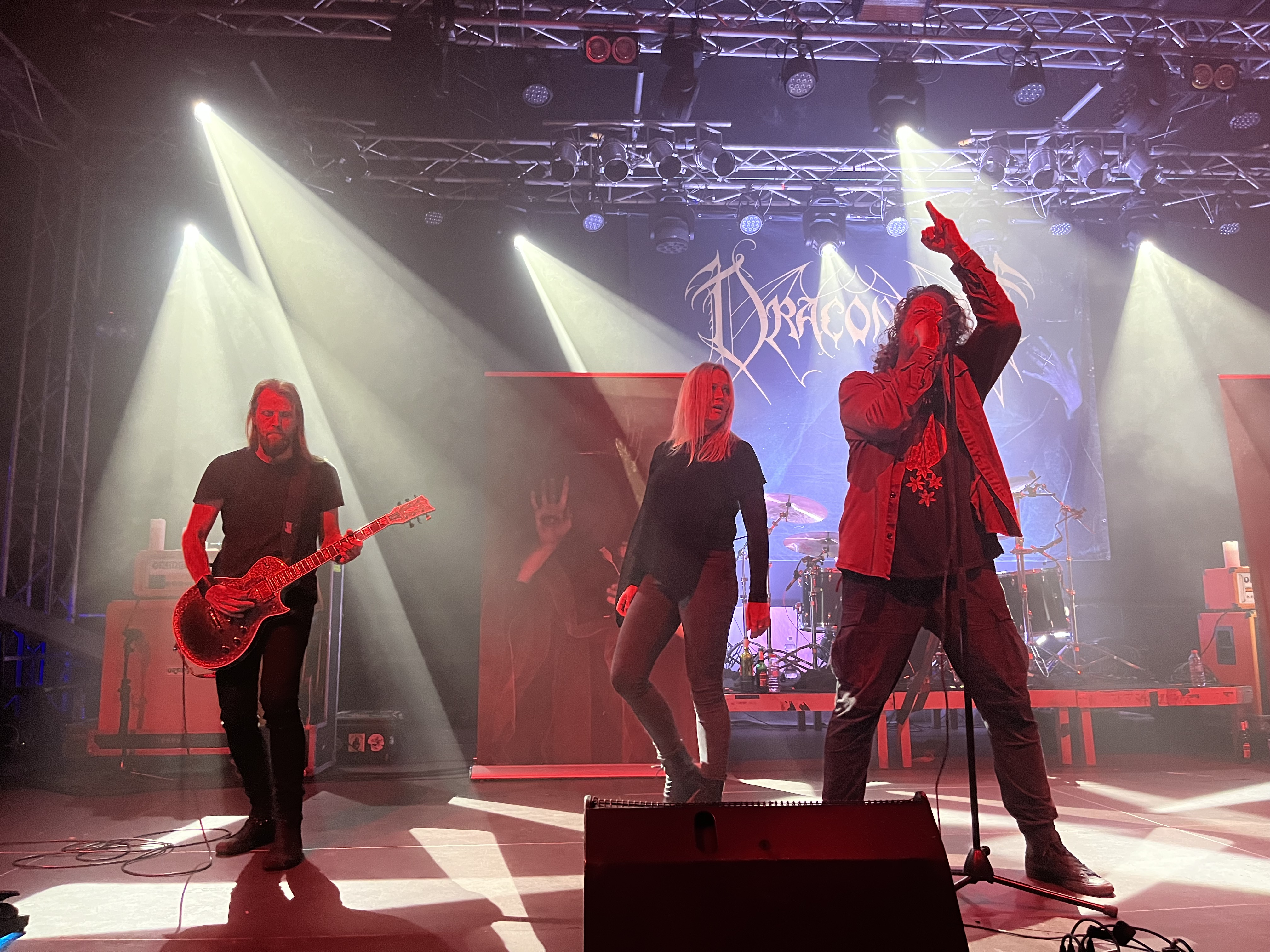
Johan Ericson, Lisa Johansson e Anders Jacobsson in concerto in aprile 2023

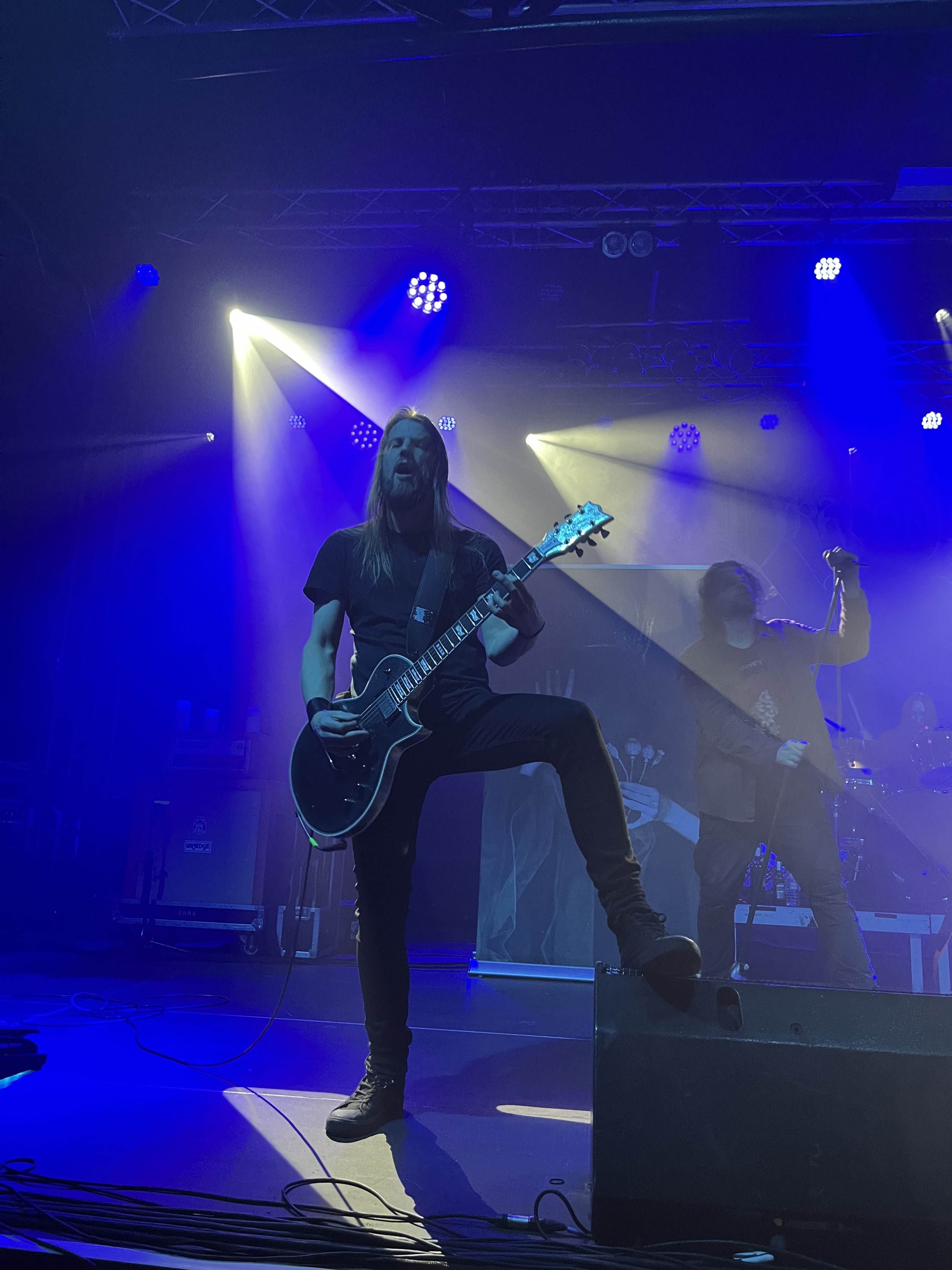
Live,2023

Il chitarrista Johan Ericson è il compositore delle musiche, la voce maschile Anders Jacobsson è l'autore della maggior parte dei testi. 

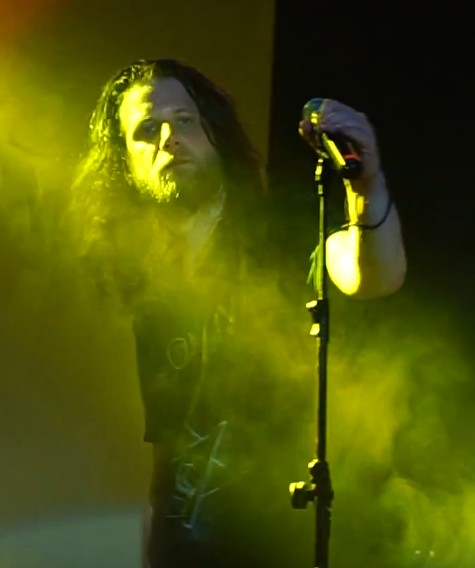
La voce maschile del gruppo Anders Jacobsson durante un concerto nel 2018

Il primo album Where Lovers Mourn viene pubblicato nel 2003, mentre nel 2005 viene pubblicato Arcane Rain Fell.
Nel 2006 esce The Burning Halo che contiene anche due cover.
Nel 2008 il tastierista Andreas Karlsson lascia la band per problemi di salute, partecipa alla registrazione dell'album Turning Season Within come musicista esterno. Da quel momento in poi la formazione della band non comprende più un tastierista.
Nel giugno del 2011 esce A Rose for the Apocalypse.
Il 15 novembre 2011 la band annuncia che la cantante Lisa Johansson lascia i Draconian perché, dopo la nascita del figlio, non riesce a conciliare i suoi impegni di madre e di lavoro come fiorista, con l'attività concertistica:
(Lisa Johansson)
Il 19 settembre 2012 i Draconian annunciano che Heike Langhans è la nuova cantante del gruppo.
Il 30 ottobre 2015 viene pubblicato l'album Sovran.
Il 10 febbraio 2016 il bassista Fredrik Johansson lascia il gruppo per gli stessi motivi che avevano portato la Johansson alla medesima scelta.
il 30 ottobre 2020 i Draconian pubblicano l'album Under a Godless Veil.
Nel maggio del 2022 la band annuncia che Lisa Johansson ritorna ad essere la cantante del gruppo e che Heike Langhans lascia per dedicarsi ai suoi progetti personali fra cui le band che ha fondato insieme al suo compagno.

## Formazione
Attuale
- Anders Jacobsson – voce (1994-presente)
- Lisa Johansson - voce (2002-2011, 2022-presente)
- Johan Ericson – chitarra solista (1994-presente)
- Jerry Torstensson – batteria (2000-presente)
- Daniel Arvidsson – chitarra ritmica (2005-2021), basso (2022-presente)
- Niklas Nord - chitarra ritmica, cori (Live) (2022-presente)

Ex componenti
- Heike Langhans - voce (2012-2020)
- Fredrik Johansson – basso (2006-2016)
- Andreas Karlsson – tastiere (1997-2008)
- Daniel Anghede – basso (2016-2020)
- Jesper Stolpe – basso (1994-2002, 2004-2006)
- Andy Hindenäs – chitarra (1994-2000)
- Magnus Bergström – chitarra (1996-2005)
- Thomas Jäger – basso (2002-2004)
- Susanne Arvidsson – voce, tastiere (1995-1997)

## Discografia

### Album in studio
- 2003 – Where Lovers Mourn
- 2005 – Arcane Rain Fell
- 2006 – The Burning Halo
- 2008 – Turning Season Within
- 2011 – A Rose for the Apocalypse
- 2015 – Sovran
- 2020 – Under a Godless Veil

### Demo
- 1996 - Shades of a Lost Moon
- 1997 - In Glorious Victory
- 2000 - Frozen Features
- 2000 - The Closed Eyes of Paradise
- 2002 - Dark Oceans We Cry

### Singoli
- 2008 – No Greater Sorrow

### Videoclip
- 2008 - Heaven Laid in Tears (live in Ukraine)
- 2011 – The Last Hour of Ancient Sunlight
- 2015 – Rivers Between Us
- 2016 – Stellar Tombs
- 2020 – Lustrous Heart
- 2020 – Sorrow of Sophia
- 2020 – The Sacrificial Flame
- 2020 - Moon over Sabaoth
- 2020 - Sleepwalkers
- 2021 - The Sethian

### Partecipazioni
- 2012 – Twenty Years in Tears - A Tribute to Lake of Tears con la canzone Demon You/Lily Anne.